# Ibis caronculé
Bostrychia carunculata
Espèce
Statut de conservation UICN

 LC  : Préoccupation mineure
L’Ibis caronculé  (Bostrychia carunculata) est une espèce d’oiseaux de la famille des Threskiornithidae.

## Description
Il mesure en moyenne 60 cm de long et est noir avec des taches blanches sur les épaules. L'œil est blanc. Une longue et mince caroncule est suspendue à la base de son long bec. Ces deux caractéristiques et l'absence de ligne blanche sur la joue permettent de distinguer cet ibis de l'Ibis hagedash.

## Répartition
Cet oiseau vit en Éthiopie et en Érythrée.